# 小麥啤酒

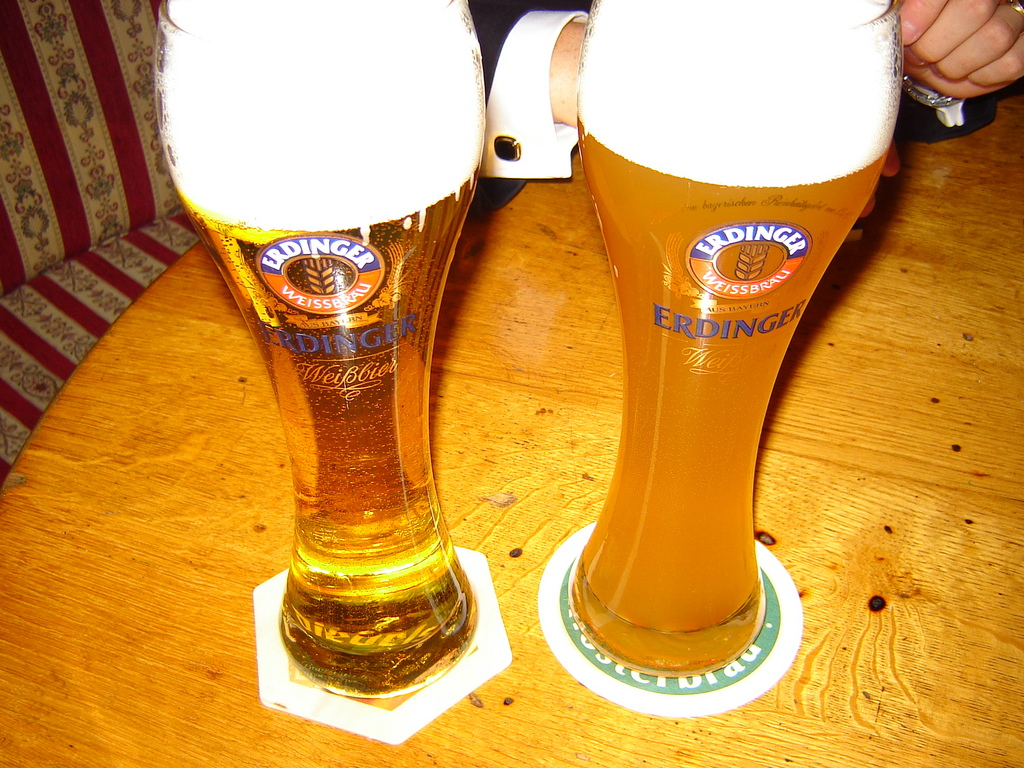
右邊的是Hefeweizen，左邊的是Kristallweißbier。兩杯都有許多白色泡沫，入口軟滑

小麥啤酒（英语：Wheat beer；德语：Weizenbier），或稱麥啤，為在釀造穀料（grist）使用小麥的啤酒，用量依小麥啤酒類型而有所不同，如巴伐利亞的德國小麥啤酒用量約占穀料60~70%%，而比利時白啤酒，則可能占40%。

## 種類
根據啤酒釀造的地區和各地釀造法的小變異，麥啤有幾個不同種類：

### 德國小麥啤酒
德國小麥啤酒（Weissbier）有幾種不同名稱，Weissbier、Hefeweizen（Hefe-酵母，weizen-小麥）。稱呼被用於巴登-符登堡邦與北德地區，而「Weißbier」或「Weiße」（白色啤酒）此稱呼被用於巴伐利亞。
德國小麥啤酒依德國法律規範，小麥麥芽須占穀料一半以上，啤酒花慣用沙士，赫士布鲁克等增加其苦味。
德國小麥啤酒不過濾，留存懸浮的酵母使外觀混濁，這是其被稱Hefeweizen的原因。此外，德國小麥啤酒且常進行瓶中發酵（bottle fermentation）。被過濾過的德國小麥啤酒稱作水晶小麥啤酒（Kristall Weizen），除了比較清澈，與德國小麥啤酒沒有差別。
德國小麥的顏色在淡金色到暗金色間，味道清新，酒體厚度輕，帶有香蕉與丁香味道且果香濃郁。苦味低（IBU:8~15），酒精濃度介於4.3~5.6% ABV。
饮用方法：
饮用前竖立降温保存两至三天，使瓶中酵母沉淀。斟酒前先用冰水洗淨酒杯，以降低杯溫、增濕並除去油漬及塵埃，從而控制泡沫厚度和降低成核。倾斜酒杯45度後将酒慢慢倒入杯中，瓶頸不接觸酒杯及杯中啤酒，以保衛生。瓶中剩餘一根手指厚度的啤酒時旋轉摇晃或雙手手掌來回搓扭酒瓶，将依附瓶底的混浊酵母搖勻並倒出。最佳氣泡高度約兩根手指厚。切忌加工調味，如桔子、柠檬或鹽。

### 深色小麥啤酒
深色小麥啤酒（Dunkel Weizen）：混合烘烤麥芽，深色的小麥啤酒。

### 小麥勃克
小麥勃克啤酒（Weizenbock）：小麥啤酒的勃克版─即酵母小麥啤酒的濃烈版，為勃克啤酒中唯一的愛爾啤酒。材料上，小麥勃克常以60~70%以上的小麥麥芽取代大麥麥芽。
小麥勃克顏色介於深琥珀色到深紅棕色，具有濃郁的麥芽味與一點丁香辛味。

### 白啤酒
白啤酒（Witbier）上層發酵方式製作。通常低苦味、清爽、且帶有香料氣息
。
由於未過濾，酒內的小麥蛋白和酵母造成略白與朦朧的外觀，而被稱為白啤酒。
白啤酒與其他小麥啤酒最大的不同點，在於白啤酒使用的小麥沒發芽且會添加香料
。
白啤酒最常用的香料有橙皮和胡荽子，亦可有其他香料。橙皮可用普通的甜橙皮，或是庫拉索橘（一種苦橙）。白啤酒同其他小麥啤酒一樣使用大量小麥，最傳統的穀料（Grist）配方為54%的大麥麥芽、41%的未發芽小麥和5%的未發芽燕麥。